# Омела окрашенная
Омела красная дальневосточная (Viscum coloratum) — это восточноазиатский вид семейства двудольных растений омеловые.
Описание:
- считается эпифитным паразитом или полупаразитом деревянистых растений;
- ветви супротивные и деревянистые;
- листья кожистые, цельнокрайние и толстые, летом они окрашены в тёмно-зелёные тона, а зимой приобретают жёлто-зелёные тона;
- плод представляет собой ложную клейкую и сочную ягоду, чаще всего окрашена в красно-оранжевые тона, а иногда может быть и жёлтого окраса.

Распространение: встречается на территории южных районов Хабаровского края и в Приморском крае. Также можно встретить на территории полуострова Корея и в Китае. 
Использование: в народной медицине стран Восточной Азии омела окрашенная используется при лечении гипертонии и онкологических заболеваний.